# Échangeur Villars-Sainte-Croix
De Verzweigung Villars Sainte Croix is een knooppunt in Zwitserland. Op dit knooppunt in het noordwesten van de stad Lausanne sluit de A9 aan op de A1/A9.

## Configuratie
Het knooppunt is een half-sterknooppunt.

## Bijzonderheid
De A9 heeft op het knooppunt een totso.